# Милан Докмановић
Милан Докмановић (1. мај 1887 — 1941) протојереј СПЦ. Рођен је у Крушевицама код Требиња. У Сремским Карловцима је завршио гимназију и богословију. Рукоположен је 1911. Постао је протски капелан у Плашком, који је тада био седиште горњокарловачке епархије. У Плашком постаје парох 1932. Заједно са епископом Савом Трлајићем и још неким свештеницима усташе су му одредиле 25. априла 1941. кућни притвор. Ухапсили су га 28. маја 1941. и одвели у огулински затвор. Био је у истој ћелији са протом Исом Пејновићем. Један усташа је једнога дана њих двојицу мучио и малтретирао у дворишту затвора, а неколико дана им нису давали храну. Заједно са 46 других Срба 9. јуна 1941. усташе их транспортирају у концентрациони логор Даница код Копривнице. У Копривници нису били дуго, него је цела једна група 1. јула одвезена у Госпић. Ту су претучени, одведени на Велебит, убијени и бачени у Јадовно.